# テレスクリーン
テレスクリーン（Telescreen）は、ジョージ・オーウェルの小説『1984年』に登場する装置。

## 概要
テレビジョンと監視カメラを兼ねたような機能を持ち、「真理省」（プロパガンダをつかさどる省庁）から発信される映像や音声を再生する一方、テレスクリーンの前にいる人々の映像や音声をどこかへ送信している。その特性のため、音量を下げることはできてもスイッチを切ることはできない。これは、作中の全体主義国家オセアニアを支配する党のプロパガンダの道具であると同時に、党が絶えず国民を監視するために使うための道具でもあり、オセアニア政府と党を転覆するための秘密の集まりを行う機会をつぶすものである。エリート階層（党内局員）と中間階層（党外局員）はテレスクリーンを家に持ち、プロレ（労働者階級）の中にもテレスクリーンを持つ者はいる。
登場人物の一人で党内局員のオブライエンは、テレスクリーンを消す特権を持っていると主人公で党外局員のウィンストン・スミスに語り、実際に消して見せた。しかしこれは嘘である可能性もある。物語後半でウィンストンとジュリアが「愛情省」へ連行された時に、テレスクリーンを消していたはずの時間に交わした会話が再生されたことから、スクリーンから映像と音声が消えた後も盗聴装置として機能していた可能性もある。
テレスクリーンを通じた監視には、「思想警察」（シンクポル）があたっている。しかし無数にあるとみられるテレスクリーンを一度にどれだけどのように監視しているのか、また監視にあたっての正確な基準は何か、は物語でははっきり明らかにはされない。作中では、ウィンストンやジュリアをはじめとする一般党員に対しては逆らうことのできない存在である一方、プロレに怒鳴り返され沈黙する描写も存在する。毎朝放送している体操番組に合わせてウィンストンが体操を行う場面で、テレスクリーンの中のインストラクターがウィンストンを名指しで叱咤していることから、テレビ電話かコンピュータネットワークのようなものと考えることもできる。テレスクリーンの感度は鋭く、テレスクリーンの前の人の鼓動さえ聞かれてしまうほどとされる。

## テレスクリーンの放送内容
テレスクリーンは市民生活を覗き見・盗み聞きするだけでなく、テレビのように各家庭に番組を送る機能もあるが、放送内容の多くはニュースなどで、オセアニア軍の大勝利、工業生産の躍進、配給の増加といった真偽不明のプロパガンダを伝えている。また愛国心を煽るためにひっきりなしに国歌演奏を行う。
特に重要な番組には「二分間憎悪」がある。これは「人民の敵」エマニュエル・ゴールドスタインの映像が流される番組で、彼がオセアニアを貶め、集会や言論の自由を述べ立てる場面が延々と続き、敵国兵士の行進などがオーバーラップする。国民はこうした意見に猛烈に反対するように訓練されているため、画面に向かってゴールドスタインを罵り、恐怖や憎悪といった感情を高ぶらせる。これは無意識下にある憎悪を党や「ビッグ・ブラザー」（偉大な兄弟）の方ではなくゴールドスタインの方に転嫁させ発散する機会になっている。